# Velden am Wörther See

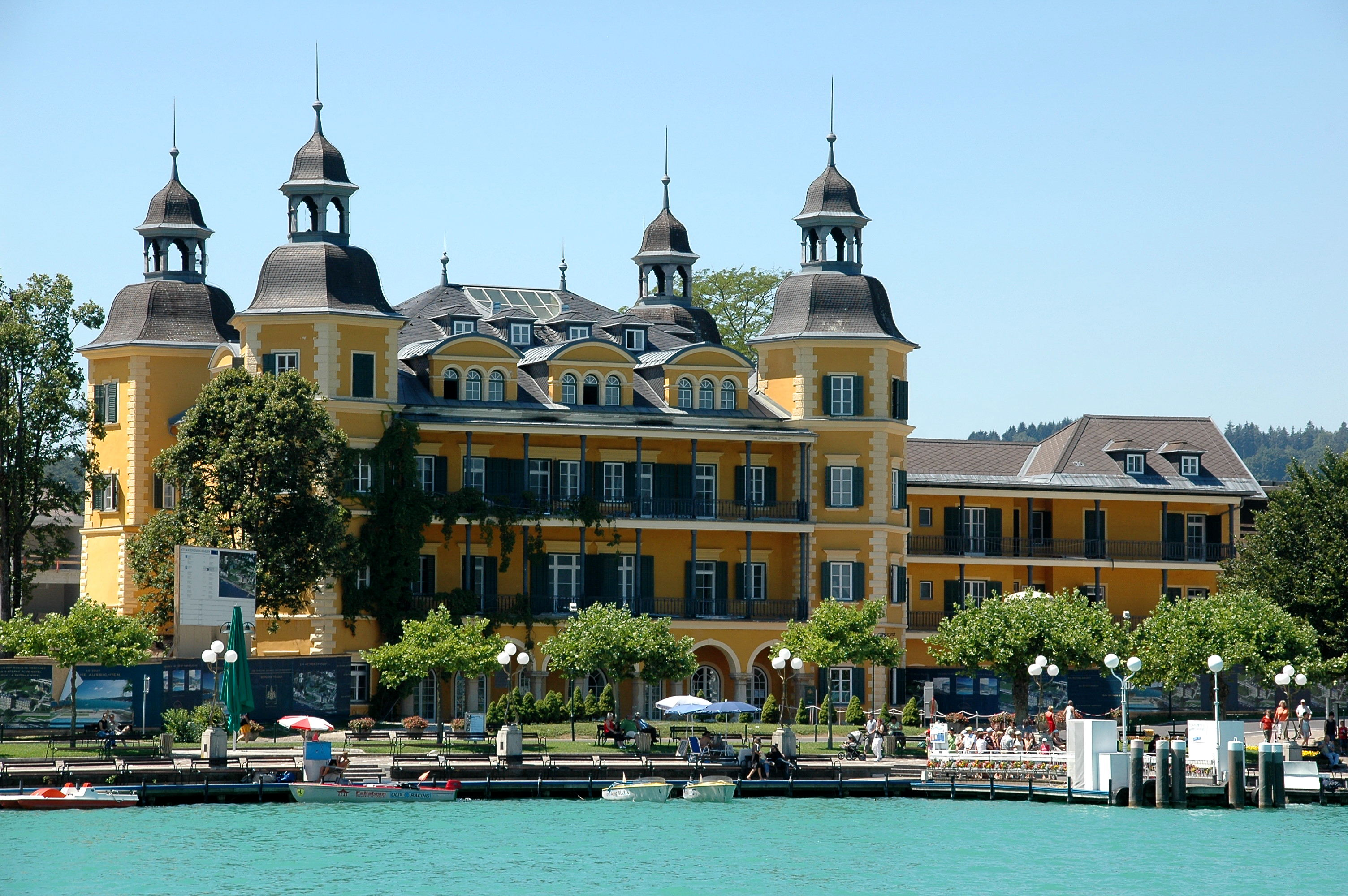
Zamek w Velden am Wörther See

Velden am Wörther See (słoweń. Vrba na Koroškem) – uzdrowiskowa gmina targowa w Austrii, w kraju związkowym Karyntia, w powiecie Villach-Land, położona nad jeziorem Wörthersee, ok. 250 km na południowy zachód od Wiednia. Liczy 8811 mieszkańców (stan na dzień 1 stycznia 2015).
W skład gminy Velden am Wörther See wchodzą następujące miejscowości: Augsdorf, Dieschitz, Duel, Kerschdorf ob Velden, Köstenberg, Latschach an der Drau, Lind ob Velden i Sankt Egyden.

## Współpraca
Miejscowości partnerskie:
- Bled, Słowenia
- Gemona del Friuli, Włochy